# Université Flinders
L'université Flinders (en anglais : Flinders University ou The Flinders University of South Australia) est une université publique située à Adélaïde en Australie-Méridionale créée en 1966. Elle doit son nom à l'explorateur et navigateur Matthew Flinders qui explora les régions côtières du sud de l'Australie au début du XIXe siècle.
L'université a acquis une solide réputation dans le domaine de la recherche de pointe et plus particulièrement dans l'innovation. Elle est membre de l’Innovative Research Universities (en). L'université a innové dans une approche croisée dans l'enseignement des professeurs mais a conservé les structures traditionnelles pour la médecine, le droit, les sciences et les lettres. L'université est classée au 10e rang en Australie et parmi les 500 premières universités mondiales.
Le principal campus est situé sur une colline dans le quartier de Bedford Park au sud d'Adélaïde. Deux autres campus de taille plus réduite, Sturt et Tonsley sont situés à proximité.

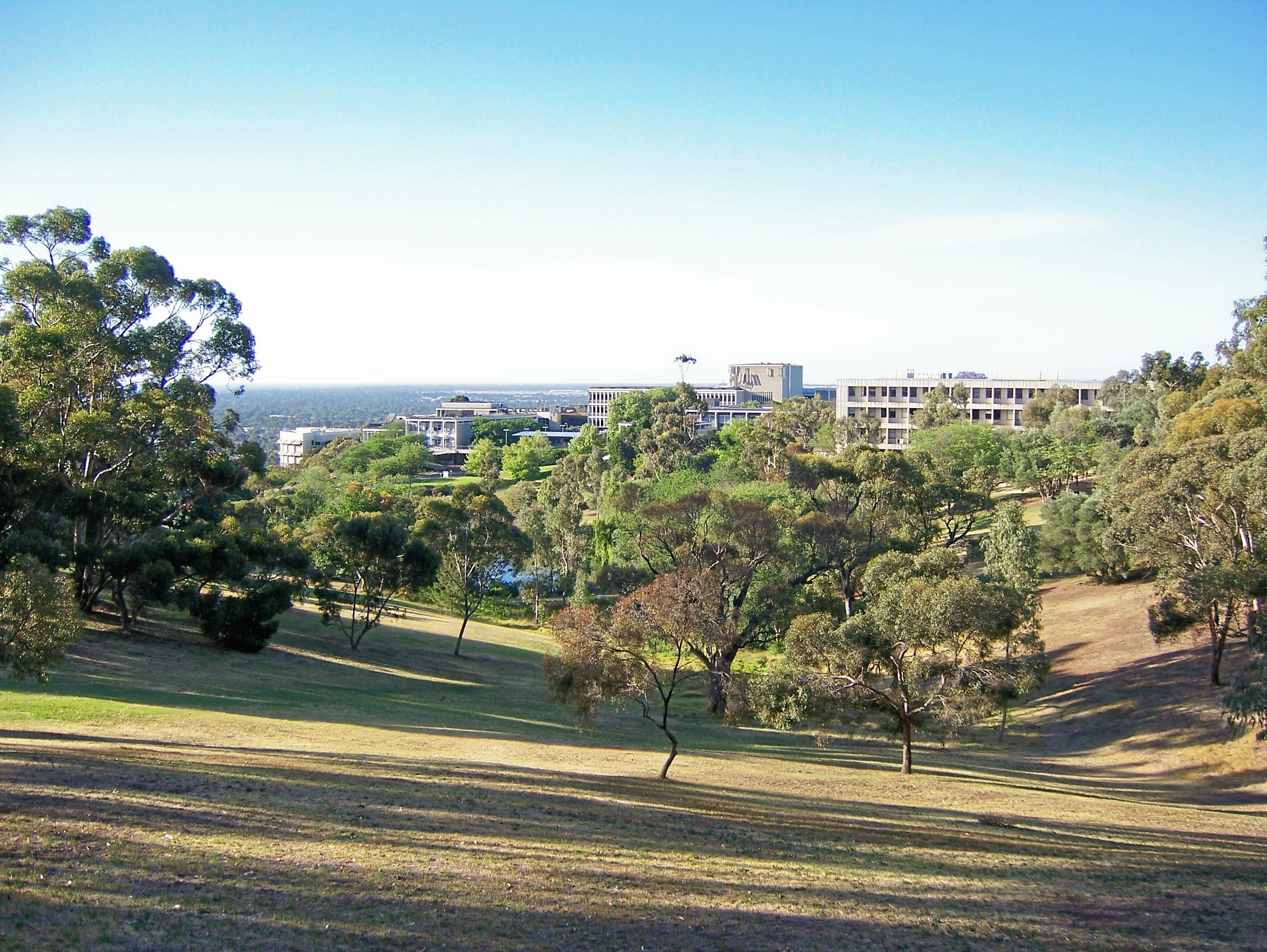
L'université Flinders.

## Facultés
- Faculty of Education, Humanities, Law and Theology
- Faculty of Health Sciences
- Faculty of Science and Engineering
- Faculty of Social Sciences

## Instituts

### Internes
- Centre for Applied Philosophy
- Centre for Development Studies
- Centre for Neuroscience
- Centre for Research in the New Literatures in English
- Flinders Centre for Epidemiology and Biostatistics
- Flinders Institute for Health and Medical Research
- Flinders University Institute of International Education
- National Institute of Labour Studies Inc
- Flinders Centre for Coast and Catchment Environments

### Externes
- Australian Centre for Community Services Research
- Centre for Ageing Studies
- Centre for Groundwater Studies
- Centre for Scandinavian Studies
- Centre for Theology, Science and Culture
- International Institute of Palliative and Supportive Studies
- Lincoln Marine Science Centre
- National Centre for Education and Training on Addiction
- Primary Health Care Research and Information Service
- Research Centre for Injury Studies
- South Australian Centre for Economic Studies
- Cooperative Research Centres in which Flinders University is a participant
- Aboriginal Health
- Bioproducts
- Sensor Signal and Information Processing
- Sustainable Aquaculture of Finfish

## Personnalités liées à l'université

### Étudiants
- Nazira Abdula (1969-) pédiatre et femme politique mozambicaine
- Wendy Rogers (1957-), professeur australienne d'éthique clinique
- Terence Tao (1985-) mathématicien australo-américain